# Tovomita silvatica
Tovomita silvatica är en tvåhjärtbladig växtart som beskrevs av José Cuatrecasas. Tovomita silvatica ingår i släktet Tovomita och familjen Clusiaceae. Inga underarter finns listade i Catalogue of Life.